# Sphenometopa bifasciata
Sphenometopa bifasciata är en tvåvingeart som först beskrevs av Brauer och Julius Edler von Bergenstamm 1891.  Sphenometopa bifasciata ingår i släktet Sphenometopa och familjen köttflugor.
Artens utbredningsområde är Turkiet. Inga underarter finns listade i Catalogue of Life.